# Osterfeld (bei Naumburg)

Osterfeld este un oraș din landul Saxonia-Anhalt, Germania. Deoarece există mai multe localități cu acest nume, când este nevoie se precizează astfel: „Osterfeld (bei Naumburg)” - (orașul) Osterfeld de lângă (orașul) Naumburg.
1. ↑  Alle politisch selbständigen Gemeinden mit ausgewählten Merkmalen am 31.12.2018 (4. Quartal) (în germană), Statistisches Bundesamt[*], arhivat din original la 10 martie 2019, accesat în 10 martie 2019
2. ↑  GeoNames